# Bahadyr Kochkarov
Bahadyr Kochkarov (født 13. maj 1970) er en kirgisistansk fodbolddommer, som dømmer i den kirgisistanske liga. Han blev aktiv som FIFA-dommer i 1997, og dømmer som linjedommer. Han har dømt i VM 2010 hvor han var linjedommer for Ravshan Irmatov fra Usbekistan. 
| Biografi | Spire Denne biografi om en fodbolddommer er en spire som bør udbygges. Du er velkommen til at hjælpe Wikipedia ved at udvide den. |